# Luoshe Yang
Luoshe Yang är en sjö i Kina. Den ligger i provinsen Zhejiang, i den östra delen av landet, omkring 44 kilometer norr om provinshuvudstaden Hangzhou. Luoshe Yang ligger 1 meter över havet. Arean är 1,1 kvadratkilometer. Trakten runt Luoshe Yang består till största delen av jordbruksmark. Den sträcker sig 1,0 kilometer i nord-sydlig riktning, och 2,1 kilometer i öst-västlig riktning.
Genomsnittlig årsnederbörd är 1 675 millimeter. Den regnigaste månaden är juni, med i genomsnitt 253 mm nederbörd, och den torraste är november, med 62 mm nederbörd.